# Tutto il mondo è casa mia/Da soli noi
Tutto il mondo è casa mia/Da soli noi è il 23º 45 giri di Patty Pravo, pubblicato nel 1977 dalla casa discografica Ricordi. Il singolo raggiunse il 3 posto in classifica.

## Il disco
Il singolo non godette di alcuna promozione, poiché la Ricordi decise di pubblicarlo quando Patty Pravo era già tornata alla RCA a seguito degli insoddisfacenti esiti commerciali dell'album Patty Pravo, successivamente ribattezzato Biafra. Nonostante ciò raggiunse il 3 posto in classifica. I due brani appartenenti al 45 giri sarebbero dovuti servire come sigle di uno special televisivo registrato nel 1976, ma purtroppo fu mai andato in onda.

### Tutto il mondo è casa mia.
Tutto il mondo è casa mia è una canzone scritta da Bruno Zambrini e Stefano Jurgens e arrangiata da Natale Massara e la sua orchestra.
Il brano non fu incluso inizialmente in nessun album, ma venne inserito nelle ristampe su CD dell'album Patty Pravo. Nel 1990 il CD fu realizzato per la linea Orizzonte (con disegno di copertina leggermente differente), e nel 1998 fu stampato dalla casa discografica RCA e inserito in una raccolta, intitolata Patty Pravo, un cofanetto contenente 11 album (quali quelli realizzati e pubblicati dall'artista per la stessa casa discografica).

### Da soli noi
Da soli noi è una cover del brano We're All Alone di Boz Scaggs del 1976, tradotto in italiano da Luigi Albertelli e arrangiato da Natale Massara e la sua orchestra.
Il brano non fu incluso inizialmente in nessun album, ma venne inserito nelle ristampe su CD dell'album Patty Pravo. Nel 1990 il CD fu realizzato per la linea Orizzonte (con disegno di copertina leggermente differente), e nel 1998 fu stampato dalla casa discografica RCA e inserito in una raccolta, intitolata Patty Pravo, un cofanetto contenente 11 album (quali quelli realizzati e pubblicati dall'artista per la stessa casa discografica).

## Tracce
45 Giri edizione italiana
Lato A
1. Tutto il mondo è casa mia 3:25

Lato B
1. Da soli noi 4:03